# ファルボーデン湖
ファルボーデン湖（ファルボーデンこ、Fallbodensee）またはファルボーデンゼーは、スイス、ベルン州、ユングフラウ地方にある山上湖で、冬のスキーシーズンに人工雪をつくるために設置された貯水湖である。
ユングフラウ地方を結ぶ山岳交通機関、ユングフラウ鉄道の駅があるクライネ・シャイデック付近の標高2172mの地点に位置する。アイガーグレッチャー駅からクライネ・シャイデックまで結ぶハイキングコースはアイガーウォークと呼ばれ、ファルボーデン湖はそのコースの途中にある。
湖畔には小さな教会に似た建物があり、内部では代表的なアイガー登攀のルートを紹介、展示している。アイガーやメンヒが湖面に映るミラーレイクとして観光客とハイカーの人気を集めている。